# Égerlevelű tölgy
Az égerlevelű tölgy (Quercus alnifolia) a bükkfavirágúak (Fagales) közé tartozó tölgy nemzetség egyik faja.

## Előfordulása
Ciprus hegyvidékein honos.

## Leírása
Terebélyes, 8 méter magas örökzöld fa. Kérge sötétszürke, világosabb szürke vagy narancsbarna paraszemölcsökkel. Levelei kerekdedek, domborúak, 5 centiméter átmérőjűek, finoman fogazottak, bőrneműek. Felszínük fényes sötétzöld, sima, fonákuk jellegzetes, aranysárga szőrökkel borított.
Ez a molyhos levélfonák az összes tölgyfajtól megkülönbözteti.
Virágai tavasz végén nyílnak. A porzós barkák lecsüngőek, sárgászöldek, a termősek kevéssé feltűnőek.
Termése 6 centiméter átmérőjű makk, ami megnyúlt, felső harmadában kiszélesedik.

## Képek

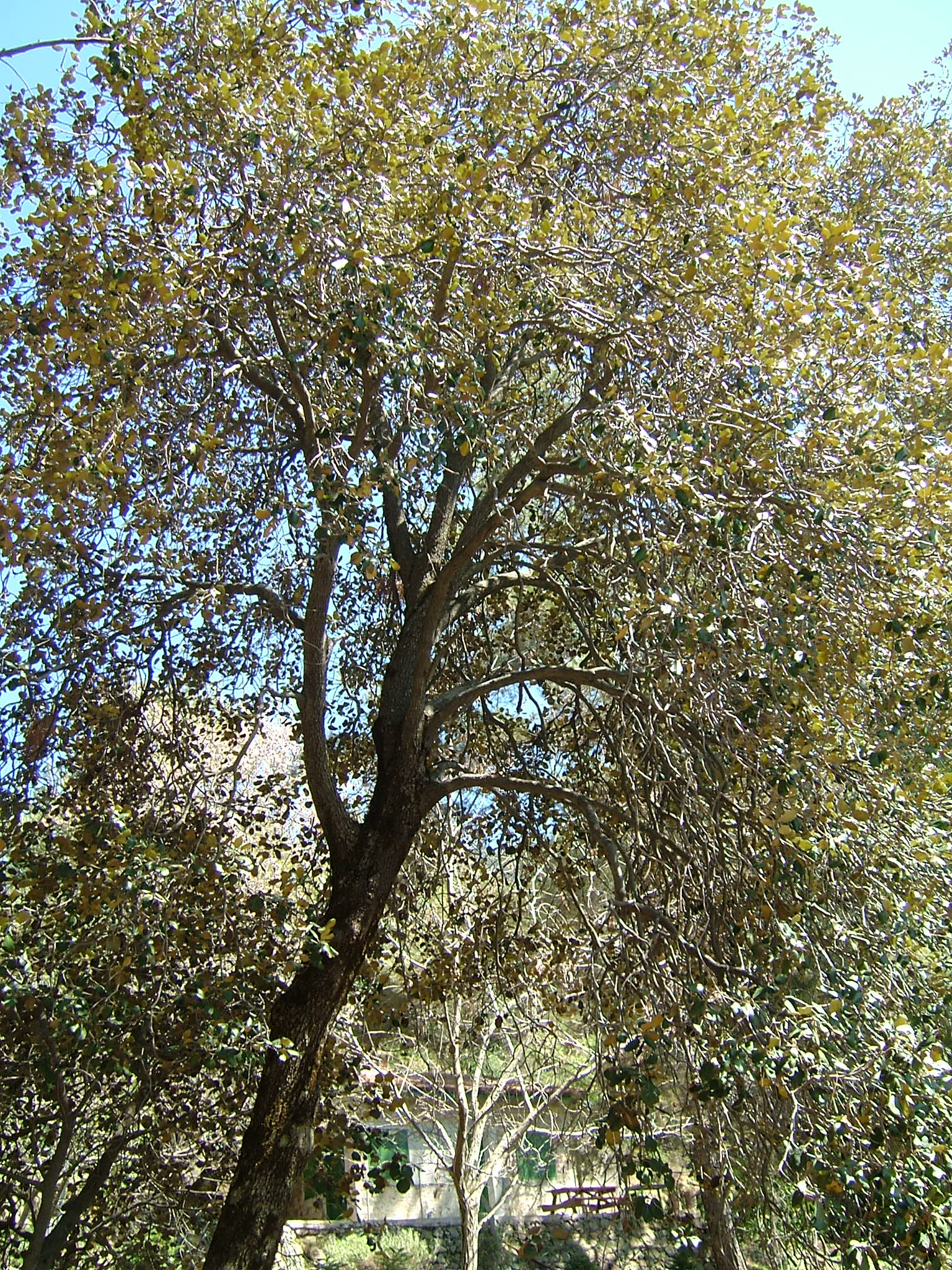
Habitusa
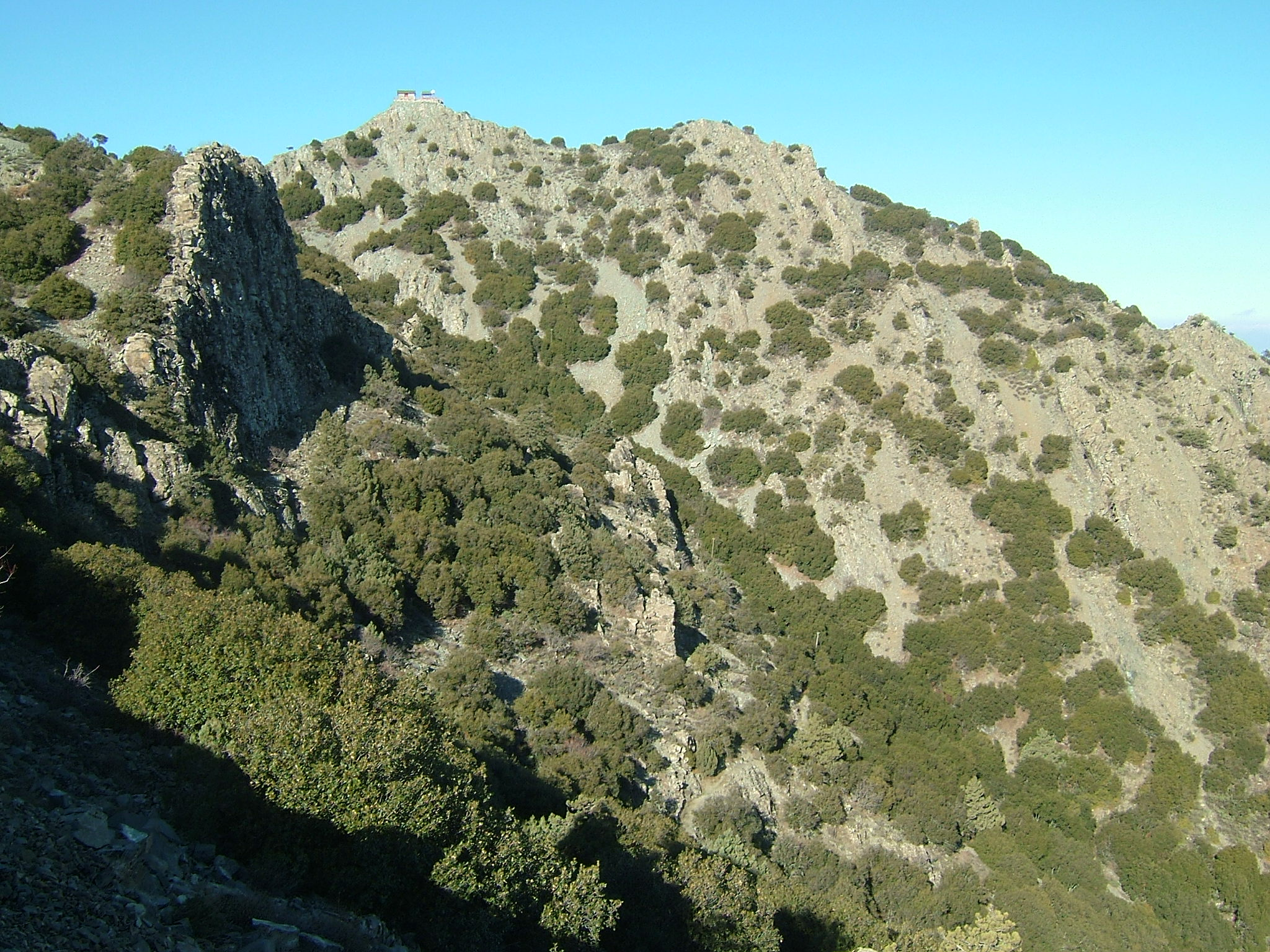
Termőhelye
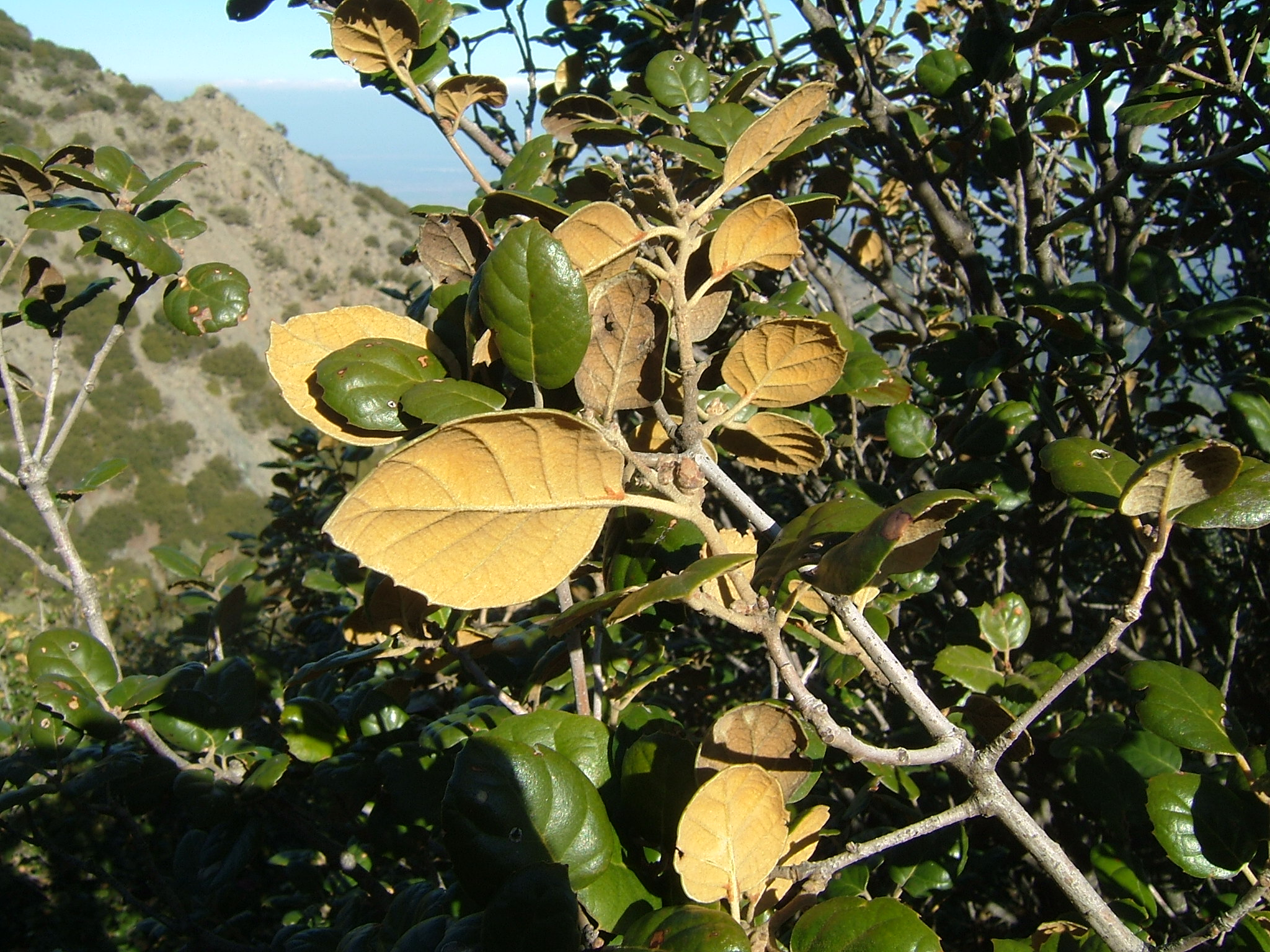
Levelei
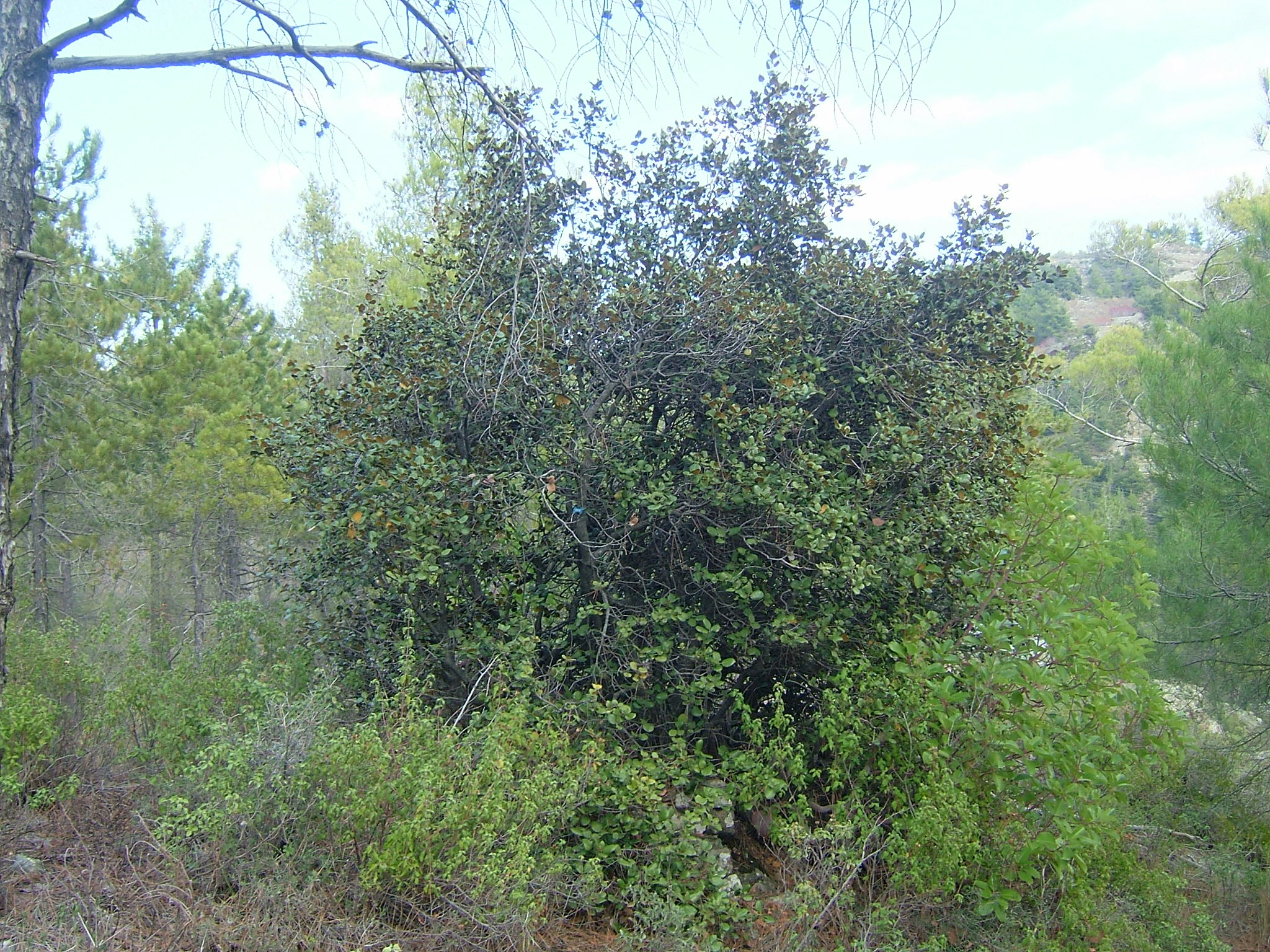
Természetes termőhelyén